# Episodi di The Mommies (prima stagione)
La prima stagione della serie televisiva The Mommies è stata trasmessa in anteprima negli Stati Uniti dalla NBC tra il 18 settembre 1993 e il 7 maggio 1994.
| nº | Titolo originale                       | Titolo italiano | Prima TV USA      | Prima TV Italia |
| -- | -------------------------------------- | --------------- | ----------------- | --------------- |
| 1  | Pilot                                  |                 | 18 settembre 1993 |                 |
| 2  | Those Lowdown Ultrasound Pink-or-Blues |                 | 25 settembre 1993 |                 |
| 3  | Death of a Crossing Guard              |                 | 2 ottobre 1993    |                 |
| 4  | Take Me Out Anywhere But the Ballgame  |                 | 9 ottobre 1993    |                 |
| 5  | Much I Do About Nothing                |                 | 16 ottobre 1993   |                 |
| 6  | Revenge of the Mommies                 |                 | 23 ottobre 1993   |                 |
| 7  | I Got the Music in Me                  |                 | 6 novembre 1993   |                 |
| 8  | Doggie Dearest                         |                 | 13 novembre 1993  |                 |
| 9  | Thanks, But No Thanksgiving            |                 | 20 novembre 1993  |                 |
| 10 | Friends and Mothers                    |                 | 27 novembre 1993  |                 |
| 11 | Sleeping Around                        |                 | 9 dicembre 1993   |                 |
| 12 | Christmas                              |                 | 11 dicembre 1993  |                 |
| 13 | Quality Time                           |                 | 18 dicembre 1993  |                 |
| 14 | The Fight                              |                 | 8 gennaio 1994    |                 |
| 15 | Home Alone                             |                 | 15 gennaio 1994   |                 |
| 16 | The Old Man Cometh                     |                 | 29 gennaio 1994   |                 |
| 17 | Five Minutes Apart                     |                 | 5 febbraio 1994   |                 |
| 18 | Bringing Home Baby                     |                 | 5 febbraio 1994   |                 |
| 19 | Valentine's Day                        |                 | 12 febbraio 1994  |                 |
| 20 | Mr. Mommie                             |                 | 19 marzo 1994     |                 |
| 21 | The Campfire Girls                     |                 | 2 aprile 1994     |                 |
| 22 | A Day in the Life                      |                 | 16 aprile 1994    |                 |
| 23 | Mommies Day                            |                 | 7 maggio 1994     |                 |
| 24 | The Exercist                           |                 | 7 maggio 1994     |                 |